# Elaeocarpus robustus
Elaeocarpus robustus är en tvåhjärtbladig växtart som beskrevs av William Roxburgh. Elaeocarpus robustus ingår i släktet Elaeocarpus och familjen Elaeocarpaceae.

## Underarter
Arten delas in i följande underarter:
- E. r. collinus
- E. r. megacarpus